# NGC 8
NGC 8 is een schijnbare dubbelster in het sterrenbeeld Pegasus.
NGC 8 werd op 29 september 1865 ontdekt door de Duits-Baltische astronoom Otto Wilhelm von Struve.